# Gwiazda van Maanena
Gwiazda van Maanena – gwiazda położona w gwiazdozbiorze Ryb, w odległości ok. 14 lat świetlnych od Słońca, jedna z najbliższych Układowi Słonecznemu gwiazd. Jasność wizualna tej gwiazdy to 12,4m. Jest to biały karzeł, trzeci pod względem odległości od Słońca, po Syriuszu B i Procjonie B.
Została nazwana na cześć astronoma Adriaana van Maanena, który w 1917 roku odkrył jej duży ruch własny.

## Historia obserwacji
W roku 1917, astronom Adriaan van Maanen poszukiwał towarzysza gwiazdy HD 4628, która wykazywała się stosunkowo dużym ruchem własnym. Przypadkowo dokonał odkrycia obiektu o jeszcze większym ruchu własnym, znajdującym się kilka minut łuku na północny wschód. Van Maanen oszacował roczny ruch własny gwiazdy na  3 sekundy łuku. Wcześniej, 11 listopada 1896 roku, gwiazda ta została umieszczona w katalogu  “Carte du Ciel” w Tuluzie. Jej obserwowana jasność wynosiła 12.3. Typ widmowy obiektu wstępnie oszacowano jako F0.
W roku 1918, amerykański astronom Frederick Seares przedstawił dokładniejszą obserwowaną jasność gwiazdy (o wartości 12.34 mag), lecz jej odległość wciąż była nieznana.
Dwa lata później, van Maanen oszacował i ogłosił paralaksę obiektu o wartości 0.246″, z której wynikało, iż absolutna wielkość gwiazdowa obiektu wynosiła 14.8 mag, co czyniło ją ówcześnie najsłabszą znaną gwiazdą typu F.
W 1923, holendersko-amerykański astronom Willem Luyten  sporządził wykaz gwiazd o dużym ruchu własnym, w którym uznał tzw. "gwiazdę van Maanen’a" (termin ten został wymyślony przez Luyten’a) jako jeden z trzech znanych białych karłów.
Gwiazdy tego typu mają niezwykle małą absolutną jasność jak na swój typ widmowy, tym samym w Diagramie Hertzsprunga-Russella znajdują się znacznie poniżej ciągu głównego.

## Właściwości fizyczne
Gwiazda van Maanena jest białym karłem; należy do typu widmowego DZ8 (zob. diagram Hertzsprunga-Russella). Jest to gwiazda, której masa stanowi 0,7 masy Słońca, jasność to 0,00017 jasności Słońca, a średnica – tylko 0,013 średnicy Słońca. Ponieważ gwiazda ta ma stosunkowo dużą masę, która skupiona jest w małej objętości, jeden centymetr sześcienny jej materii ma masę ok. pół tony.